# Lotus japonicus
Lotus japonicus L. è un legume selvatico appartenente alla famiglia Fabaceae, diffuso in  Asia orientale (Giappone, Corea, Cina).
L. japonicus è un organismo modello per lo studio del genoma nei legumi; la piccola grandezza del genoma di circa 470 Mb, il genoma diploide con 6 cromosomi aploidi e il breve ciclo vitale di circa 2-3 mesi la rendono una pianta conveniente per lo studio .
L. japonicus ha parecchie caratteristiche simili al legume Medicago truncatula, però esse sono filogeneticamente differenti ed esibiscono due diversi sistemi di sviluppo della nodulazione.